# Iñaki Gómez
Juan Ignacio Gómez Gómez, más conocido como Iñaki Gómez, (nacido el 30 de noviembre de 1973 en Alicante, Comunidad Valenciana) es un exjugador de baloncesto español. Con 1.98 de estatura, su puesto natural en la cancha era el de alero. 

## Trayectoria
- Saski Baskonia. Categorías inferiores.
- Saski Baskonia (ACB) y filial. (1991-1993)
- Saski Baskonia (1993-1995)
- Urbina Maltzaga Arrasate (1995-1996)
- Saski Baskonia (1995-1996)
- CB Murcia (1996-1997)
- C.B. Tenerife Canarias (1997-1998)
- Lucentum Alicante (1998-1999)
- Club Atlético Montemar de Alicante (2000-2001)